# Plagiopteron suaveolens
Plagiopteron suaveolens là một loài thực vật có hoa trong họ Dây gối. Loài này được Griff. miêu tả khoa học đầu tiên năm 1844.